# Федотов, Валентин Александрович
Валентин Александрович Федотов (1913—2002) — советский авиаконструктор.
Доктор технических наук, Заслуженный деятель науки и техники РСФСР. Автор более 25 изобретений и многих печатных работ.

## Биография
Родился в Москве в 1913 году.
Трудовую деятельность начал в 1929 году одновременно с учебой в школе. В 1939 году окончил Московский институт инженеров гражданского воздушного флота им. К. Э. Циолковского (позднее Московский авиационно-технологический институт), факультет проектирования и эксплуатации дирижаблей.
Инженерную деятельность начал в 1938 году в ГСКБ-47 Наркомата боеприпасов. С 1939 по 1951 годы работал в КБ ЦАГИ, где принимал участие в создании самолётов СК-1 и СК-2, совершенствовании аэродинамических и прочностных характеристик боевых самолётов.
В 1951 году был переведён в ОКБ-23, где работал начальником отдела внешних нагрузок и динамической прочности.
С 1960 по 1966 годы работал в области прочности конструкции спутников и ракетных систем в ОКБ-52, где разработал ряд типовых конструкций с высокой весовой отдачей.
В 1967 году переведён на Экспериментальный машиностроительный завод, где возглавил работы по проектированию и прочности перспективных самолётных конструкций, а также продлению ресурса стоявших на вооружении самолётов М-4 и 3М.
В 1979 году возглавил ОКБ имени В. М. Мясищева.
В 1981 году под его руководством проведены работы по созданию нескольких конфигураций транспортной авиационной системы ВМ-Т «Атлант» на базе самолёта 3М, предназначался для транспортировки с заводов-изготовителей на космодром Байконур элементов конструкции ракеты-носителя «Энергия» массой до 40 т и диаметром 8 м и космического корабля многоразового использования «Буран».
В 1982 году совершил свой первый полёт дозвуковой высотный разведчик М-17 «Стратосфера», разработка которого была начата под руководством В. М. Мясищева.
10 ноября 1985 года подготовлен и осуществлен первый полёт БТС — аналога «Бурана».
В 1986 году В.А. Федотов был переведён в НПО «Молния», где возглавлял проведение научных исследований.
Умер в 2002 году, похоронен в Москве.

## Награды
- Награждён орденами Ленина, Красного Знамени, «Знак Почёта», медалями.